# Антуанетта Саксен-Кобург-Заальфельдская
Антуанетта Эрнестина Амалия Саксен-Кобург-Заальфельдская (нем. Antoinette Ernestine Amalie von Sachsen-Coburg-Saalfeld; 28 августа 1779, Кобург—14 марта 1824, Санкт-Петербург) — немецкая принцесса из дома Веттинов. В замужестве — герцогиня Вюртембергская.

## Биография
Принцесса Антуанетта была второй дочерью из десяти детей в семье герцога Франца Саксен-Кобург-Заальфельдского (1750—1806) и его второй супруги Августы Каролины, урождённой графини Рейсс-Эберсдорфской (1757—1831). Среди её братьев и сестёр были: Леопольд, в будущем король Бельгии, и Виктория, позднее ставшая матерью королевы Великобритании Виктории. Все дети герцогской четы получили прекрасное образование.

### Поездка в Россию
Антуанетта рассматривалась императрицей Екатериной II в качестве невесты великого князя Константина (1779—1831). 6 октября 1795 года Антуанетта вместе с матерью и сёстрами Софией (1778—1835) и Юлианой (1781—1860) приехали в Санкт-Петербург. Прямо от заставы они отправились в Зимний дворец, где для них были приготовлены комнаты. Императрица наблюдала за приездом принцесс, и согласно воспоминаниям:

Старшая принцесса быстро выскочила из экипажа на лестницу; вторая хотела сделать то же, оступилась и упала; но последняя вышла из экипажа и взошла на ступеньку спокойно и с достоинством — это понравилось Екатерине и она сказала: «C’est la dernière»  (Эта, последняя).
Туалеты принцесс были так скромны, что Екатерина была вынуждена прислать 2 корзины материй и полдюжины портних. 7 октября императрица вручила принцессам бриллиантовые знаки ордена святой Екатерины. Герцогиня и её дочери были представлены Константину и всей императорской семье. Графиня В. Н. Головина отмечала: 

наконец, они прибыли, и замешательство, испытанное бедной герцогиней, очутившейся при самом большом и блестящем из европейских дворов, не могло сделать более благородным её мало изящный вид. Её три дочери были также сильно смущены, но всё же более или менее владели собой.
Все, включая императрицу, признали красоту кобургских принцесс. Во время пребывания гостей устраивалось много различных праздников, чтобы Константин Павлович мог ближе познакомиться с ними. Они проводили время, посещая приёмы, спектакли, балы и катались по городу. Герцогиня Августа писала, что с ней Константин «разговаривал без перерыва; но с девицами не имел духу сказать ни слова». Через 3 недели великий князь сделал свой выбор в пользу Юлианы. 24 октября герцогиня Саксен-Кобург-Заальфельдская писала супругу, что у «Юлии больше достоинства и характера, чем у нашей милой, слишком доброй Натты». 5 ноября герцогиня Августа и её дочери получили бриллиантовые подарки от императрицы: каждой ожерелье, серьги, кольца и цветок в голову. Кроме того, каждая из принцесс получила вексель на 50 000 рублей, а герцогиня — на 80 000. На следующий день герцогиня и её дочери простились с императорской семьёй, и утром 7 ноября покинули Санкт-Петербург. Массон писал: 

Та, которая принята благосклонно, несчастна, а те, которых отсылают обратно, оскорблены, потому что приданое, которое им дают, ленты, которыми их обшивают, только свидетельствуют о том, что они предложены, осмотрены и отвергнуты. 

## Брак
17 ноября 1798 года в Кобурге Антуанетта вышла замуж за герцога Александра Вюртембергского (1771—1833), седьмого сына герцога Фридриха Евгения Вюртембергского и Фридерики Доротеи Софии Бранденбург-Шведтской. Герцог приходился братом императрице Марии Фёдоровне и дядей Константину Павловичу. После того, как герцог Александр 7 мая 1800 года был принят генерал-лейтенантом на российскую службу, покинув замок «Фантазия» под Байройтом, жена и дочь последовали за ним в Россию. Они поселились в Курляндии в имении Грюнхоф под Митавой, подаренный им Павлом I, а с 1811 года проживали в Витебске. 
Герцогиня принимала активное участие в жизни императорской семьи. Была очень дружна с императрицей Елизаветой Алексеевной. В конфликте между великой княгиней Анной Фёдоровной и Константином Павловичем она поддержала великого князя, назвав сестру в одном из писем «позором семьи». В 1817 году она вместе с дочерью Марией находилась среди встречающих принцессу Шарлотту Прусскую, невесту великого князя Николая Павловича. В период 1819—1821 года герцогиня Антуанетта вместе с семьей совершила длительное путешествие в Германию и Австрию. Они посетили Баден и Вену, затем Штутгарт и Мюнхен. По возвращении они поселилась в Петербурге в роскошном дворце в Юсуповском саду.  
Герцогиня Антуанетта Вюртембергская скончалась преждевременно в Санкт-Петербурге 14 марта 1824 года от рожистого воспаления после двухнедельной болезни. Похоронена в герцогском склепе придворной церкви в городе Готе рядом с сыновьями, где позднее нашел свое пристанище и её муж.

## Дети
- Мария (1799—1860) — с 1832 года вторая супруга Эрнста I Саксен-Кобург-Готского (1784—1844);
- Павел (1800—1801);
- Александр (1804—1881) — с 1837 года женат на Марии Кристине Орлеанской (1813—1839);
- Эрнст (1807—1868) — с 1860 года женат на Наталии Эшхорн фон Грюнхоф (1829—1905);
- Фридрих (1810—1815).